# حدس (ترانه)
«حدس» (به انگلیسی: Guess) ترانه‌ای از خوانندهٔ انگلیسی چارلی ایکس‌سی‌ایکس و خوانندهٔ آمریکایی بیلی آیلیش می‌باشد که در ۱ اوت سال ۲۰۲۴ منتشر گردیده‌است. این ترانه ریمیکسی از ترانه‌ای از ایکس‌سی‌ایکس با همین نام می‌باشد که کمی قبل‌تر از این ریمیکس در ۱۰ ژوئن سال ۲۰۲۴ به‌عنوان بخشی از نسخهٔ دیلاکس ششمین آلبوم استودیویی وی تحت عنوان لوس و کاملاً متفاوته ولی همچنان لوسه منتشر شده بود.

## نسخهٔ اصلی و پس‌زمینه
نسخهٔ اصلی «حدس» در ۱۰ ژوئن سال ۲۰۲۴ از سوی آتلانتیک رکوردز به‌عنوان دهمین قطعه از نسخهٔ دیلاکس ششمین آلبوم استودیویی وی تحت عنوان لوس و خود خودشه اما سه تا آهنگ دیگه هم داره پس نیست منتشر گردیده‌است.
آیلیش طی مصاحبه‌ای که با زین لو در مهٔ سال ۲۰۲۴ داشت اظهار می‌داشت که برای اولین بار پس از گذشت چندین سال در استودیو بوده‌است و یک همکاری با هنرمندی ضبط نموده که از طرفداران پروپاقرص وی نیز است؛ همچنین اشاره می‌کرد که قبلاً به‌خاطر ترس و اضطراب در برابر چنین همکاری‌هایی مقاومت می‌کرده. ایکس‌سی‌ایکس مدت‌ها قبل در اوایل سال ۲۰۱۷ به همکاری با آیلیش ابراز علاقه کرده بود؛ ولی با این حال این دو نفر نمی‌توانستند ترانهٔ مناسبی برای انجام این کار پیدا کنند.